# Koen Casteels
Koen Casteels (sinh ngày 25 tháng 6 năm 1992) là một cầu thủ bóng đá chuyên nghiệp người Bỉ hiện đang thi đấu ở vị trí thủ môn cho câu lạc bộ Saudi Pro League Al-Qadsiah và đội tuyển bóng đá quốc gia Bỉ.